# Jan Sobczyk
Jan Sobczyk (ur. 19 października 1955 we Wrocławiu) – polski fizyk, profesor dr hab. Od 10 marca 2022 do 5 czerwca 2022 pełnił obowiązki rektora Uniwersytetu Wrocławskiego.

## Życiorys
Absolwent fizyki Uniwersytetu Wrocławskiego (1979) – specjalność fizyka teoretyczna. 
W latach 1982–1986 odbył studia doktoranckie w Scuola Internazionale Superiore di Studi Avanzati (SISSA) w Trieście. W 1986 r. uzyskał stopień doktora. W latach 1986–1987 odbył studia postdoktoranckie w SISSA w Trieście. Od 1987 pracownik naukowy Uniwersytetu Wrocławskiego. W 1999 roku uzyskał stopień doktora habilitowanego. Od kwietnia 2001 roku profesor nadzwyczajny w Instytut Fizyki Teoretycznej Uniwersytetu Wrocławskiego. W 2010 roku otrzymał tytuł profesorski.
Od 10 marca 2022 do 5 czerwca 2022 pełnił funkcję rektora Uniwersytetu Wrocławskiego.
Jest autorem i współautorem ponad 80 prac naukowych.

## Działalność społeczno-polityczna
W latach 1977–1980 działacz wrocławskiego SKSu; wielokrotnie zatrzymywany przez SB. W okresie od września do października 1980 był członkiem Tymczasowego Komitetu Założycielskiego NZS. W latach 1979–1980 był współredaktorem pisma SKS „Podaj Dalej” oraz „Akademickiego Pisma Informacyjnego”. W latach 1980–1981 był inicjatorem i redaktorem pisma wrocławskiego NZS „No Więc”. W 1981 był redaktorem pisma Zarządu Regionu Dolny Śląsk „Z Dnia na Dzień”. W czasie od 14 grudnia 1981 do października 1982 był internowany we Wrocławiu i Grodkowie.
W kwietniu 1989 r. był współzałożycielem stowarzyszenia "Centrum Demokratyczne". W 30-lecie powstania Studenckiego Komitetu Solidarności we Wrocławiu został odznaczony Krzyżem Kawalerskim Orderu Odrodzenia Polski (2007) za działalność w opozycji demokratycznej. W 2022 roku został odznaczony Złotą Odznaką Honorową Wrocławia.

## Życie prywatne
Jest synem prof. Lucjana Sobczyka oraz wnukiem prof. Edwarda Suchardy. Żonaty (żona Zofia), ma dwójkę dzieci: Joannę i Piotra.

## Zainteresowania naukowe
Prowadzi badania nad oddziaływaniem neutrin. Jest autorem i współautorem ponad 150 prac naukowych. Chętnie wypowiada się również w mediach, komentując np. najnowsze odkrycia w dziedzinie badań cząstek elementarnych.

### Praca dydaktyczna i organizacyjna
- Liczne wykłady z elektrodynamiki I oraz II, wstępu do teorii cząstek elementarnych.
- Promotor pięciu rozpraw doktorskich.
- Przez dwie kadencje (1999–2005) był kierownikiem Studium Doktoranckiego Fizyki Uniwersytetu Wrocławskiego. Dyrektor kilku konferencji naukowych.
- Kierownik kilku grantów badawczych KBN.

### Współpraca międzynarodowa
- Członek dużej grupy badawczej przeprowadzającej eksperyment dotyczący oscylacji neutrin T2K (Japonia) i jego następcę eksperyment Hyper-Kamiokande.[7] W roku 2013 został członkiem 16 osobowego zespołu uczonych z całego świata, który do badań neutrin powołał International Committee for Future Accelerators.[8]